# Саудијска Арабија на Светском првенству у атлетици на отвореном 2019.
Саудијска Арабија је учествовала на 17. Светском првенству у атлетици на отвореном 2019. одржаном у Дохи од 27. септембра до 6. октобра петнаести пут. Репрезентацију Саудијске Арабије представљао је 1 такмичар који се се такмичио у трци на 200 метара.,
На овом првенству такмичар Саудијске Арабије није освојио ниједну медаљу нити је остварио неки резултат.

## Учесници
Мушкарци:
- Фахад Мохамед Ал Субаие — 200 м

## Резултати

### Мушкарци
| Атлетичар               | Дисциплина | Лични рекорд | Квалификације | Квалификације | Полуфинале           | Полуфинале           | Финале               | Финале       | Детаљи |
| Атлетичар               | Дисциплина | Лични рекорд | Резултат      | Место         | Резултат             | Место                | Резултат             | Место        | Детаљи |
| ----------------------- | ---------- | ------------ | ------------- | ------------- | -------------------- | -------------------- | -------------------- | ------------ | ------ |
| Фахад Мохамед Ал Субаие | 200 м      | 20,39 НР     | 20,51         | 5. у гр. 2    | није се квалификовао | није се квалификовао | није се квалификовао | 26 / 58 (62) |        |